# Elmer Diktonius
Elmer Rafael Diktonius (Helsinki, 20 gennaio 1896 – Kauniainen, 23 settembre 1961) è stato uno scrittore finlandese.
Principalmente Diktonius viveva a Tuomistonoja nel villaggio di Röykkä a Nurmijärvi.

## Opere
- Min Dikt (1921)
- Hårda sånger (1922)
- Taggiga lågor (1924)
- Stenkol (1927)
- Stark men mörk (1930)
- Åländsk symfoni
- Det väsentliga
- Fot mot jord
- Tidsenlig dikt
- Spegelfanen
- I vårens stöpslev
- Tidens hjul
- Den nye atlas
- Trälens rygg
- Hungern
- An die musik (Meri) -Till en Bechsteinflygel
- An die musik (Meri) -Vi sjöng
- An die musik (Meri) -Sjungande ljus
- Maskinsång
- Dynamons själ
- Venusberget
- Sång till ett barn
- Allt är mitt
- Jaguaren
- Småspik -Spengleriana
- Småspik -Metafysik
- Småspik -Politisk filosofi
- Minne (Södergran)
- Förkunnelse (Remarque)
- Kvinna
- Det fattiga barnet -Samtal med mamma
- Det fattiga barnet -Barnets bön
- Det fattiga barnet -Barnets dröm
- Andningsmakt
- Sånt kallas liv
- Havets hand
- Mest mörka flisor
- Röd-Eemeli (Ballad från anno 18)
- Promenad i naturen
- Två ungdomsrim (1912) -1) Livet
- Två ungdomsrim (1912) -2) Aning
- Janne Kubik (1932)
- Mull och moln (1934)
- Gräs och granit (1936)
- Jordisk ömhet (1938)
- Varsel (1942)
- Annorlunda (1948)
- Novembersvår (1951)
- Ringar i stubben (1954)